# Сергіопольська сільська рада
Сергіо́польська сільська рада (рос. Сергиопольский сельский совет) — муніципальне утворення у складі Давлекановського району Башкортостану, Росія. Адміністративний центр — село Сергіополь.

## Населення
Населення — 908 осіб (2019, 980 в 2010, 999 в 2002).

## Склад
До складу поселення входять такі населені пункти:
| Населений пункт       | Населення, осіб (2002) | Населення, осіб (2010) |
| --------------------- | ---------------------- | ---------------------- |
| Дорошевка, присілок   | 194                    | 230                    |
| Каранбаш, присілок    | 205                    | 185                    |
| Сергіополь, присілок  | 396                    | 362                    |
| Тавричанка, присілок  | 6                      | 2                      |
| Уртатау, присілок     | 69                     | 67                     |
| Фарідуновка, присілок | 129                    | 134                    |